# Бальфур, Родерик, 5-й граф Бальфур
Родерик Артур Фрэнсис Бальфур, 5-й граф Бальфур (англ. Roderick Arthur Francis Balfour, 5th Earl of Balfour; родился 9 декабря 1948 года) — британский пэр и бизнесмен.

## Биография
Бальфур родился 9 декабря 1948 года в Уиттингхейме, Ист-Лотиан, Шотландия. Старший сын Юстаса Артура Гошена Бальфура (1921—2000) и его жены Энн (урожденной Юл), дочери майора Виктора Юла. Юстас Бальфур был сыном Фрэнсиса Бальфура (1884—1965), племянника премьер-министра Великобритании Артура Бальфура, 1-го графа Бальфура (1848—1930). Образование получил в Итонском колледже.
14 июля 1971 года лорд Бальфур женился на леди Тессе Мэри Изабель Фицалан-Говард (род. 30 сентября 1950), старшей дочери Майлза Фицалана-Говарда, 17-го герцога Норфолка. У супругов было четверо детей:
- Леди Уилла Энн Бальфур (родилась в 1973 году); замужем за Джорджем Уильямом Фрэнксом в 1997 году.
  - Артур Энтони Фрэнкс (род. 1999)
  - Вайолет Мириам Фрэнкс (род. 2000)
  - Эсме Элис Фрэнкс (род. 2004)
- Леди Кинвара Клэр Рэйчел Бальфур (род. 1975); замужем за графом Риккардо Ланца с 2009 по 2011 год.
  - Марлоу Балфур Шахани (родился в 2018 году)
- Леди Мария Элис Джубили Бальфур (родилась в 1977 году); вышла замуж за Чарльза Уигана в 2006 году.
  - Алина Мирабель Уиган (род. 2009)
  - Кай Кристиан Уиган (род. 2013)
- Леди Кандида Роуз Бальфур (род. 1984)

27 июня 2003 года Родерик Бальфур сменил своего троюродного брата Джеральда на посту 5-го графа Бальфура. Поскольку у него нет сыновей, его младший брат, достопочтенный Чарльз Джордж Юл Бальфур (род. 1951) — предполагаемый наследник титула.